# Ядрено оръжие
Ядреното оръжие е бомба, която използва освободената енергия или друг вид разрушителни ефекти, причинени от ядрени реакции.
В историята две атомни бомби са били взривени над вражеска страна, като и двете от САЩ по време на Втората световна война. Първата експлодира на 6 август 1945 над Хирошима и носи названието „Малчугана“. САЩ пускат и втора бомба над Нагасаки с кодовото название „Дебелака“, която е от имплозивен тип и носи плутоний. Тези две бомби причиняват смъртта на около 200 000 души, главно цивилни, от тежки травми в резултат на експлозиите, а в дългосрочен план умират много повече след години, заради поетите големи дози радиация. Употребата на тези оръжия довежда до спора, доколко необходимо е било използването им.
След Хирошима и Нагасаки, атомни бомби са взривявани над две хиляди пъти по различни поводи, като ядрени опити и за демонстративни цели. Страните, които със сигурност са взривявали такива оръжия, (в хронологичен ред) са: САЩ, СССР, Великобритания, Франция, Китай, Индия, Пакистан и Северна Корея.

## История
През 1934 физикът от унгарски произход Лео Силард разработва идеята за ядрена верижна реакция чрез неутронно стимулиране, а по-късно патентова и идеята за атомна бомба на този принцип във Великобритания (патент 630 726). По този начин, в чисто академичен смисъл, Силард може да бъде определен като бащата на атомната бомба. През 1936 Адмиралтейството (висшето командване на Кралския военноморски флот) осъзнава потенциала на тази концепция и решава да я засекрети.
През декември 1938 немските физици Ото Хан и Фриц Щрасман публикуват научна статия, в която твърдят че са засекли елемента барий след процес на неутронно бомбардиране на уран. Резултатите им са определени като реакция на ядрено делене от Лиза Майтнер и племенника ѝ Ото Фриш и потвърдени експериментално на 13 януари 1939. Резултатът от експериментите на Хан и Щрасман вече е бил известен на физиците в САЩ, включително Нилс Бор, Уилис Лам и Енрико Ферми. На 25 януари 1939 екип на Колумбийския университет провежда първата реакция на ядрено делене в САЩ.
По това време световното напрежение е нараснало значително. През 1938 нацистка Германия окупира Чехословакия, а в края на 1939 и Полша. Много от учените в Европа осъзнават, че континентът е напът да бъде разтърсен от война, и започват да бягат в Съединените щати. Всички те са и наясно, че ядреното делене има огромен военен потенциал, но все още нямат представа как той може да бъде оползотворен. По това време и много от тях започват да се самоцензурират и не издават научни публикации, за да не попадне никаква информация в ръцете на врага. Учените в САЩ работят за военната машина на Съюзниците, и благодарение на британско проучване става ясно, че атомна бомба може да бъде конструирана в близките години. Великобритания и САЩ обединяват усилията си, но другата голяма съюзническа сила – Съветският съюз – не бива уведомена за това.
Така всички усилия по проекта биват обединени в т.нар. проект Манхатън. В рамките на това огромно начинание са построени над 30 промишлени и научно-технически мощности в САЩ и Канада. Започват доставките на големи количества уран от Белгийско Конго. Учените откриват свойствата на двата основни изотопа на урана – уран-235 и уран-238. При бомбардиране ядрото на първия, той претърпява ядрен разпад и на свой ред отделя енергия и средно 2,5 неутрона. Вторият поема всички неутрони, но не се дели, като по този начин спира верижната реакция. Малко след това в процеса на делене на урана е открит и несъществуващият в природата плутоний-239. За три години в рамките на проекта Манхатън са построени три атомни бомби – две плутониеви и една уранова. На 16 юли 1945 е детонирана първата в света атомна бомба край Аламогордо в Ню Мексико. Германската ядрена програма, под ръководството на Вернер Хайзенберг, по това време е слабо финансирана и разполага само с един експериментален атомен реактор. СССР провежда програма за ядрено оръжие след 1942 г., и макар в теоретичната част да е почти на нивото на проекта Манхатън, в практическата си част тази програма не разполага с ефективно ръководство или промишлени мощности. След атомните бомбардировки на Хирошима и Нагасаки Сталин разпорежда ускоряване на програмата. Под ръководството на Лаврентий Берия Съветският съюз бързо наваксва и детонира своя атомна бомба през 1949 година край Семипалатинск.
По това време Студената война вече започва. Победителките от Втората световна война насочват усилията си за бъдеща война една срещу друга. Още по време на войната е предложена идея за „супербомба“, която да използва принципа на ядрено сливане за получаване на енергия. През 1952 г. САЩ детонират първата водородна бомба, чиято мощ е стотици пъти по-голяма от тази на най-мощните бомби, изпробвани дотогава – с мощност около 10 000 000 тона тротилов еквивалент. СССР взривява своята първа водородна бомба през 1953 г. С развитието на реактивните двигатели и зенитно-ракетните комплекси през 1950-те години става ясно, че стратегическите бомбардировачи не биха били надежден начин за нанасяне на ядрени удари срещу противника. По това време Съветският съюз има много активна програма за балистични ракети и разработва широк спектър от такива оръжия. През 1960-те светът се доближава до ядрена война с противопоставянето на съветски ракети в Куба и американски такива в Турция. В същото време Франция (1960) и Китай (1964) също се сдобиват с атомна, а по-късно и с водородна бомба. На година се провеждат десетки ядрени опити, с които атомното оръжие се усъвършенства и става все по-малко по размер. Появяват се тактически оръжия с малка (0,3 килотона) и променлива мощност (от 1 до 100). Ядреното оръжие става основният инструмент за оказване на политически, психологически и военен натиск в блоковото противопоставяне между Източния блок и Запада.
През 1980-те години технологиите са се развили значително. В същото време информацията за тях става и по-достъпна. Така в обществото, особено в западните държави, се създава нов страх от ядрената война като събитие, което би сложило края на човешката цивилизация. Към 1988 г. САЩ разполагат с около 23 000 ядрени бойни глави, а СССР – с над 45 000. Разпадането на СССР през 1991 г. слага край на Студената война, а в средата на 1990-те са проведени последните подземни ядрени опити. Следва мащабно конвенционално и ядрено разоръжаване. Ядрените оръжия остават най-мощното стратегическо оръжие на въоръжение. Те са и мощен политически инструмент, който може значително да промени регионалния баланс на силите, поради което притежанието им от по-малки страни като Израел и Северна Корея остава спорно.

## Видове бомби според принципа на действие
Ядрените реакции се делят на няколко типа – разделяне на тежки ядра, сливане на леки ядра, радиационен разпад и пр. В зависимост от преобладаващата реакция в конкретната бомба, тя може да бъде четири типа.

### Атомна бомба
Атомната бомба е най-ранният вид ядрено оръжие. Работният ѝ принцип се основава на деленето на ядрата на тежки нестабилни елементи, като уран-235 или плутоний-239. Протичащата реакция е неконтролируема и верижна, довеждаща до имплозията на ядрения материал вътре в бомбата и последващо отделяне на огромно количество енергия под формата на лъчение, светлина и топлина.
При среща със свободно летящ неутрон атомните ядра на тези елементи го поглъщат, изпадат в нестабилно състояние и се разцепват на две нови ядра (разцепването е несиметрично – едното ядро е по-леко). При този процес излитат и няколко свободни неутрона. Когато средният брой разлитащи се неутрони от едно разцепване, които разцепват други ядра, е точно 1 (по-реалната ситуация е този брой да е много близо до 1), тогава масата на ядрения материл се нарича критична. Такова състояние на горивото се поддържа управляемо в атомните реактори. Ако се събере достатъчно количество нестабилно атомно гориво на едно място, толкова че средният брой на разлитащите се неутрони от едно разцепване, които се сблъскват с други ядра, да е над 1, ще започне верижна реакция – във всеки следващ момент броят на летящите неутрони и разцепващи се ядра ще се увеличава. При такава ситуация ядреният материал е в надкритична маса.
Дали дадено количество атомно гориво образува подкритична, критична или надкритична маса зависи от геометричната форма на горивото, от неговата плътност, както и от заобикалящите го или смесени с него други вещества, които могат да поглъщат, да забавят или да отразяват летящите неутрони. Сърцевината на атомната бомба е обградена от отражатели, направени най-често от берилий (в сплав), които са конфигурирани в точно определена форма. При започване на верижната реакция те не позволяват на разлитащите се неутрони да напуснат сърцевината и ги отразяват, така че ядреният материал да не изгуби натрупаната от реакцията енергия. Това довежда до имплозия на плутония/урана в бомбата, и после във взрив. Самата верижна реакция се стартира чрез т.нар. „лещи“ от малки количества експлозив, които при взрива си насочват енергията към ядрото на бомбата. Целият този процес се случва за частица от секундата.
Най-често използваните материали за атомни бомби са уран-235 и плутоний-239, по-рядко се използва уран-233. Възможно е нептуний-237 и някои изотопи на америция също да могат да се използват за ядрени оръжия, но не е ясно дали това някога е правено и дори възможността за използването им в ядрени оръжия е предмет на научни спорове.

### Водородна бомба
Водородната бомба е наричана още термоядрено оръжие, оръжие на принципа на Телър-Улам по името на своите изобретатели Едуард Телър и Станислав Улам, а в СССР – Третата идея на Андрей Сахаров. Водородната бомба е базирана на ядреното сливане – процесът, който протича в ядрото на звездите, при който две по-леки ядра се сливат в едно по-тежко. При ядреното сливане изходният продукт (по-тежкото ядро) има по-малко количество материя и маса от началните продукти. Загубената материя се преобразува в колосално количество енергия. Най-мощните атомни бомби имат взривна мощ от не повече от 400 килотона; за сравнение, най-мощното термоядрено оръжие взривявано някога – Цар Бомба, е с мощност 57 мегатона, или 57 000 килотона.
Обикновено сливането се осъществява между две ядра на водорода, които след реакцията образуват едно хелиево ядро. При водородните бомби обикновено се използват по-нестабилните водородни изотопи деутерий и тритий. Реакцията на сливане е предизвикана посредством малка атомна бомба, чийто взрив осигурява необходимата температура за започване на реакцията по сливане на ядра. На практика водородната бомба се състои от две степени – „спусък“, т.е. атомното устройство, и горивото (деутерий/тритий). Петте големи ядрени сили – САЩ, Русия, Великобритания, Франция и Китай – на практика притежават стратегически арсенали предимно от термоядрени оръжия.

### Неутронна бомба
Неутронната бомба е специфичен вид атомна бомба, при която потокът неутрони, излъчени при взрива е основният поразяващ фактор. Като всяко ядрено оръжие, тя също освобождава светлинна и топлинна енергия, но целевият ефект е излъчването на максимален брой неутрони. Вместо отражателна, обвивката на бомбата е направена от хром и никел, така че всички неутрони, които се отделят при ядрената реакция, да бъдат пропуснати навън. Целта е тези неутрони да предизвикат изкуствена радиоактивност в околната среда. Ефектите от това са, че се разпадат сравнително малък брой атоми при верижната реакция и отделената взривна енергия е сравнително малко.
Неутронното лъчение обаче има изключително висока проникваща способност, включително през бетонни стени и танкови брони. Неутронната бомба е замислена като оръжие, което да унищожи вражеската жива сила, като в същото време остави непокътнати неговата инфраструктура и военна техника. Тактическите атомни експлозии разрушават инфраструктурата на врага, което прави напредването на войсковите части през засегнатите райони трудно или невъзможно.
Неутронните бомби обаче са трудни за производство, тъй като използват изотопи с малък период на полуразпад. Това означава, че част от компонентите им трябва да се подменят редовно.
Неутронната бомба е замислена през 1958 в САЩ и тествана за пръв път в Невада през 1963. Последните неутронни бомби на САЩ са разглобени през 1992 година. Освен САЩ, СССР, Франция и Китай са произвеждали такива оръжия, като Франция е създала и тествала най-ефективните. Правителствен доклад на САЩ от 1999 обявява, че Китай е в състояние да създаде такова оръжие, но към 2012 година не е известно някоя страна да притежава неутронна бомба.

### Кобалтова бомба
Кобалтовата бомба е вид атомна бомба, чийто външен слой е съставен от кобалт, който при ядрената реакция на плутония в самата бомба се превръща в изотопа кобалт-60 и излъчва огромни количества гама-лъчи.

### Гравитационна бомба
Гравитационната бомба се смята за едно от първите ядрени оръжия. Бомбата използва земното ускорение и натрупаната кинетична енергия, за да порази целта.

## Военно значение
Ядреното оръжие е оръжие за масово унищожение. Всичките му форми разрушават (или правят негодна за обитаване) голяма територия около мястото на взрива.
То е и оръжието с най-неизбирателно действие, създавано дотогава. При употребата му се отделят големи количества радиоактивни отпадъци.
Ядреното оръжие е основното стратегическо оръжие след Втората световна война и остава такова до настоящия момент.

## Политическо значение
В съвременния свят ядреното оръжие има двойствено значение – то е едновременно заплаха за пълно унищожение, поради което е и сдържащ фактор, който спира войните между притежателите му. Изградени са няколко механизма за контролиране разпространението на ядрените оръжия и системите за пренасянето им – Договор за частична забрана на ядрените опити (1963), Договор за неразпространение на ядрените оръжия (ДНЯО, 1968), СТАРТ (1991, 1993, 1997), както и Договор за пълна забрана на ядрените опити, който е създаден през 1996, но все още не е влязъл в сила, тъй като не е подписан от всички страни.
По отношението си към ядрените оръжия съвременните държави се разделят на 3 категории.
- Велики сили са притежателите на термоядрено оръжие (САЩ, Русия, Китай, Великобритания, Франция)
- Притежателите на атомна бомба (Индия, Пакистан, Израел) или на развити ядрени технологии (Канада, Германия, Япония)
- Останалите държави

Тези качества на ядреното оръжие го правят привлекателна цел за всяка голяма (или средно голяма страна), особено когато е заплашена от по-силен съсед. Единствената държава, разработила ядрен арсенал и впоследствие оказала се от него, е Република Южна Африка.

## Икономически и социални въздействия
Ядрената сила трябва да заделя големи ресурси за охрана и поддържане на потенциала си. Тя не може да си позволи и социална нестабилност в размери, които биха довели до гражданска война. Единствената страна, унищожила собствения си потенциал е Южна Африка и причината за това е опасността от граждански размирици при смяната на режима на апартейд с демократично управление.

## Екологични проблеми
Ядрените оръжия оказват силно негативно въздействие върху околната среда. Основният източник на замърсяване е радиацията, отделяна след ядрената реакция. Тъй като почти цялото количество уран или плутоний претърпява разпад по време на реакцията, замърсяването с тези елементи е незначително и те присъстват само в пренебрежими количества след взрива. За сметка на това се образуват редица остатъчни продукти, отделящи високи количества алфа, бета и гама-радиация. При взрива тези елементи облъчват вдигнатата във въздуха от взрива земна маса. С вятъра и дъжда тя започва да се разпространява и се разпръсква върху големи територии, в които се наблюдават както краткосрочни, така и дългосрочни негативни влияния на ядреното замърсяване.
Отделените елементи включват йод-131 и стронций-90, които предизвикват рак при продължително въздействие или попадане в организма. Първоначално ефектите на радиацията от атомните детонации не са добре изучени, макар и да е забелязано невидимото ѝ въздействие при жертвите от бомбардировките в Япония през 1945 (хибакуша), а по-късно и сред местното население в близост до ядрените полигони. Край Семипалатинск в СССР, днес Казахстан, са проведени 116 атмосферни ядрени опита, които довеждат до замърсяването на големи площи с радиация и директното въздействие на над 200 хил. души, най-вече изразено чрез аномалии в щитовидната жлеза и повишен брой случаи на рак. В САЩ около 13 хил. души само в Невада са регистрирани и компенсирани като пострадали от ядрените опити. Франция, Китай и Великобритания не са компенсирали жителите в близост до ядрени полигони, вкл. местното население на тихоокеанските острови.
Ядрените опити в атмосферата обаче са били провеждани над океана или пустини, поради което не са оказали влияние върху климата. При мащабно използване на атомно оръжие над населени райони се очаква да се издигнат огромни количества прах, които да предизвикат т.нар. ядрена зима. През 2006 година Американският геофизичен съюз публикува изследване, в което са изучени резултатите от ядрена война, и по-специално ефектите от ядрените детонации. Групата заключава, че дори 50 ядрени детонации от 15 килотона над гъсто населени райони в субтропиците биха предизвикали отделянето на до пет милиона тона пепел. Този облак би покрил огромни площи от Северна Америка и Евразия, внезапно сваляйки средната температура с няколко градуса. Според групата това охлаждане и затъмнение би продължило няколко години с катастрофални последици. През 2008 подобно изследване заключава, че с такъв сценарий (50 ядрени оръжия от 15 килотона) би се създала световна озонова дупка, чиято ултравиолетова радиация би имала сериозни последствия за човешкото население по целия свят поне за 10 години. По-рано, през 2007 година, е публикувано изследване и върху теоретичната употреба на всички ядрени оръжия на въоръжение. Предвидените ефекти включват глобален спад на валежите с 45%, спадане на средната температура на сушата над Северна Америка с 20 °C и с 30 °C над Евразия, включително над най-важните земеделски региони.

## Технологично значение
Голяма част от модерните технологии са пряко или косвено повлияни от изследванията и разработката на ядрено оръжие.

### Ядрена енергетика
Първите атомни реактори са изследователски или за производство на плутоний за атомните бомби. За производството на 1 кг плутоний е необходимо да се изгори (в смисъл на атомно разцепване) над 1 кг от лекия изотоп на урана – 235U. При това изгаряне се отделя огромно количество енергия. В началото просто загрявали минаваща край реактора река.
Разпиляването на енергия по този начин продължава над 5 години поради трескавата надпревара за производство на плутоний. След това започнало използването на тази енергия за производство на електричество. През 60-те години на XX век се появяват и първите реактори с чисто енергийно предназначение.
Въпреки че биват използвани за мирни цели, атомните реактори натрупват големи количества плутоний в отработеното гориво. Изотопният състав на този плутоний не е много подходящ за военна употреба, но той е пригоден за производство на атомна бомба с непредсказуема мощност. Поради това отработеното гориво е обект на специални грижи.

### Космически полети
Първите автоматични и пилотирани полети в космоса наред с идеологическите ползи са демонстрация на военна мощ.
Ядрените оръжия се нуждаят от транспортни средства за доставка до целта. Най-удобно това става с балистични ракети. Първите космически кораби са междуконтинентални балистични ракети, в които мястото на ядрената бомба е заето от научна апаратура или спускаемата капсула на космонавта (астронавта, тайконавта и пр.)

### Компютри и електроника
Първото практическо използване на компютри и сложен софтуер е математическото моделиране на термоядрен взрив, по-специално техниката на запалване на термоядрената реакция с помощта на атомна бомба, известна като радиационна имплозия.
Миниатюризацията на управляващата електроника на атомните и водородни бомби има значителен принос към съвременните технологии за производство на интегрални схеми.
Най-използваната съвременна микроелектронна технология – CMOS първоначално е разработена за военни цели тъй като основните и преимущества са ниска консумация и радиационна устойчивост.